# Pont Neuf (Ronda)
Pour les articles homonymes, voir Pont Neuf (homonymie).
Le Pont Neuf (en espagnol : Puente Nuevo) est le plus récent et le plus imposant des trois ponts franchissant les gorges du Guadalevín qui coupe la ville andalouse de Ronda en deux.

## Histoire
En 1735, le premier pont fut construit, s'effondrant six ans plus tard et tuant 50 personnes. Apparemment, le manque de supports, la mauvaise fermeture de l'arc et la mauvaise exécution des travaux provoquèrent l'effondrement du pont.
Ce n'est qu'en 1751 qu'on décida d'entreprendre la construction d'un nouveau pont. Pour le payer, il fallut collecter 15 000 réaux de la Real Maestranza et un impôt sur la Foire de Mai. Différents maîtres ont participé à sa réalisation, le plus remarquable étant José Martín de Aldehuela, qui a terminé l'œuvre. La construction du pont a commencé en 1759 et a duré 34 ans. Il fut finalement inauguré en mai 1793.
Le Pont Neuf était le pont ayant la plus haute travée du monde depuis sa construction jusqu'en 1839, date à laquelle il fut dépassé par le pont de la Caille, en France.
En 1917, un événement tragique s'est produit au Puente Nuevo de Ronda lorsqu'un éboulement dans la gorge, au milieu de la nuit, a littéralement enseveli un total de 15 personnes, dont dix de la même famille, qui dormaient dans les moulins situés au fond du Tage, afin de profiter de la force du courant de la rivière Guadalevín.
À l’intérieur du pont se trouve une chambre au-dessus de l’arc central qui était utilisée à diverses fins, notamment comme prison. Pendant la guerre civile de 1936-1939, les deux camps auraient utilisé la prison comme chambre de torture pour les opposants capturés, tuant certains en les jetant depuis les fenêtres sur des rochers au fond des gorges d'El Tajo. On entre dans la chambre par un bâtiment carré qui était autrefois le poste de garde. Aujourd'hui, il contient une exposition décrivant l'histoire et la construction du pont.
Aujourd'hui, le Puente Nuevo, en plus de conserver sa fonctionnalité en reliant les deux moitiés de la ville, est le symbole de Ronda et la plus grande attraction touristique de la ville, visitée par des milliers de touristes chaque année.

## Description
Le pont neuf de Ronda est une des principales attractions de la ville.
L'arche centrale comprend un local qui a été utilisé à des fins très diverses, dont une prison en particulier pendant la Guerre Civile. Le pont héberge actuellement un musée.
Il est considéré comme un chef-d’œuvre d’ingénierie doté de caractéristiques uniques au monde. Il mesure 98 mètres de haut et 70 mètres de long. L'arc a une portée de 14 m, la hauteur du pont est de 48 m et en dessous il y a un autre arc de 24 m de haut qui se trouve sur une tranchée de 33 m.
À la suite de l'effondrement tragique du vieux pont, une conception unique a été choisie, donnant la priorité à la sécurité du nouveau pont. En ce sens, la possibilité de sauter avec un seul arc de 35 mètres a été écartée et une solution plus conservatrice a été décidée, un arc plus petit, de 15 mètres de diamètre.
La conception du pont de Ronda consistait à solidifier le ravin pour pouvoir construire un arc de seulement 15 mètres, en abaissant les supports de l'arc 100 mètres plus bas, jusqu'à ce qu'il repose sur le lit de la rivière.
Fabriqué en pierre de taille de l'Arroyo del Toro, également connue sous le nom de "Piedra de Ronda", le pont possède un arc central en plein cintre soutenu par un arc plus petit à travers lequel coule la rivière. Au sommet, se trouvent les salles de pont qui, à d'autres époques, servaient de prison, sur les côtés desquelles se trouvent deux autres arcs, également en plein cintre, qui soutiennent la structure qui soutient la rue. Plus tard, il a fonctionné comme auberge et aujourd'hui, c'est un centre d'interprétation de l'environnement et de l'histoire de la ville.7
Avec la construction du pont, un effet mimésis a été obtenu, puisque le pont semble être un élément naturel de la roche. La couleur est diluée avec celle des parois de la falaise, puisque le matériau utilisé a été extrait du fond des gorges de la rivière.8
Le Puente Nuevo a eu une grande importance dans le développement de Ronda et a également repris son image. Il est considéré par les experts comme un mauvais exemple de solution structurelle, avec un excès de matériaux et une construction très coûteuse mais, peut-être à cause de cela ou malgré cela, il jouit d'une grande reconnaissance.

## Images

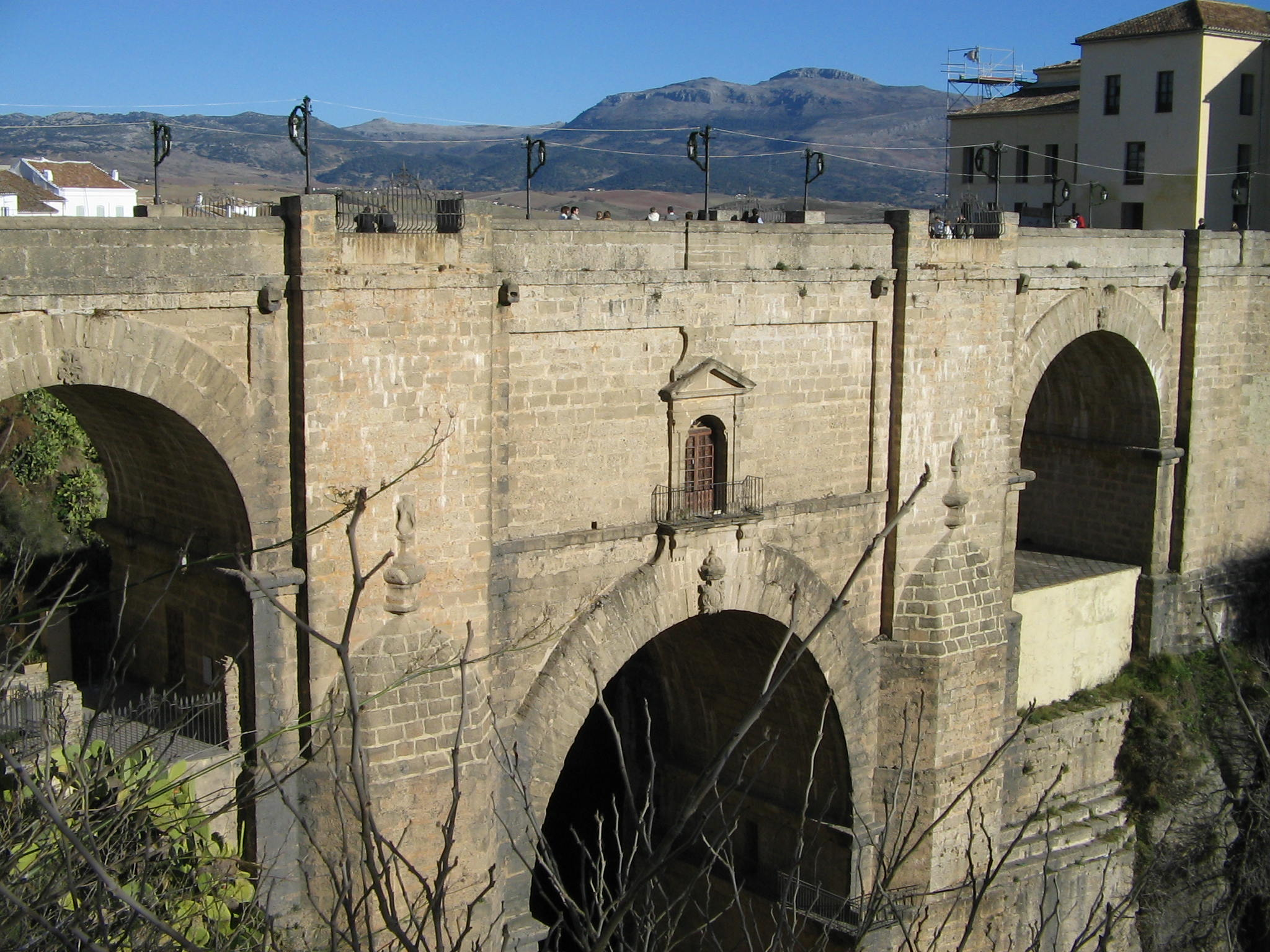
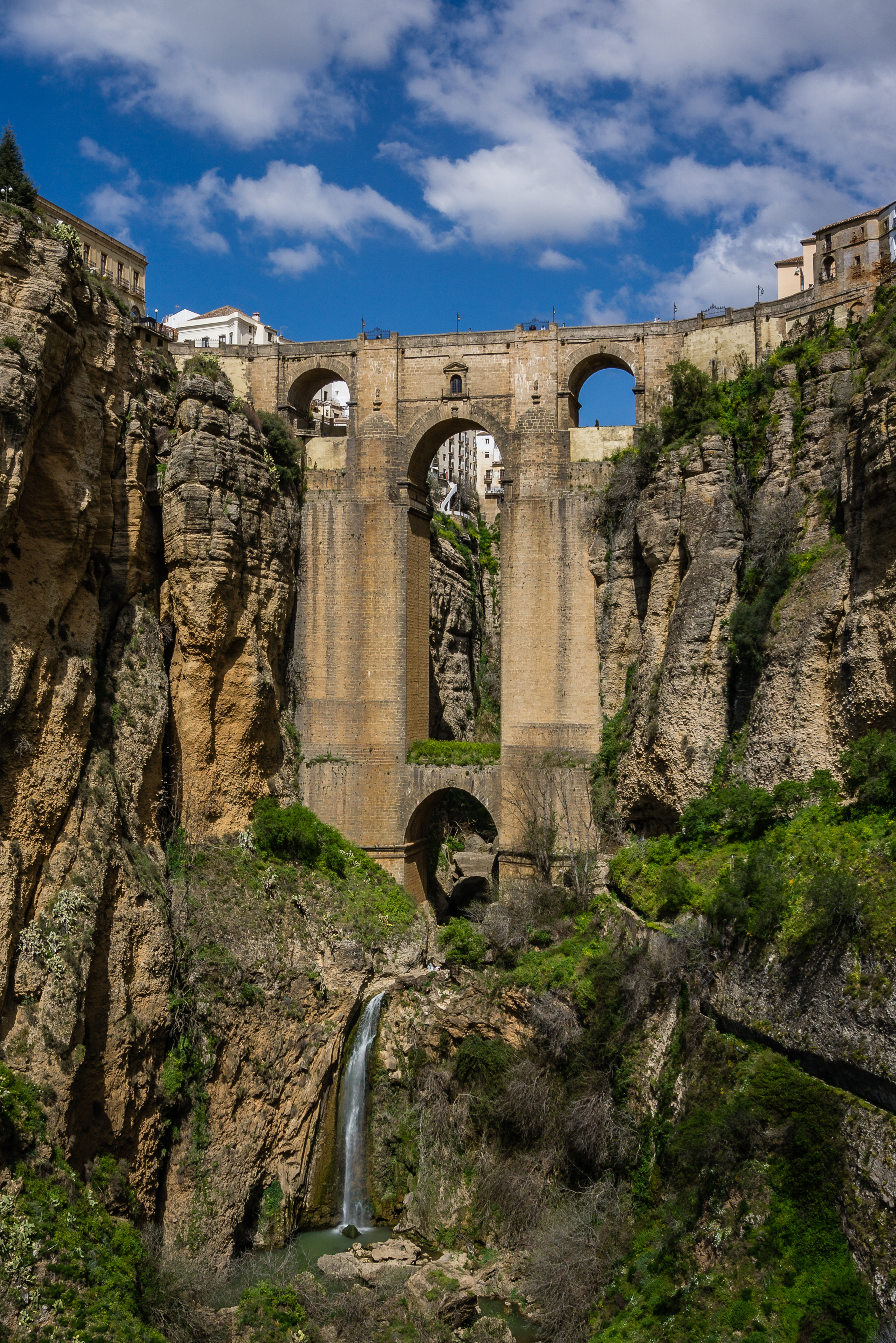
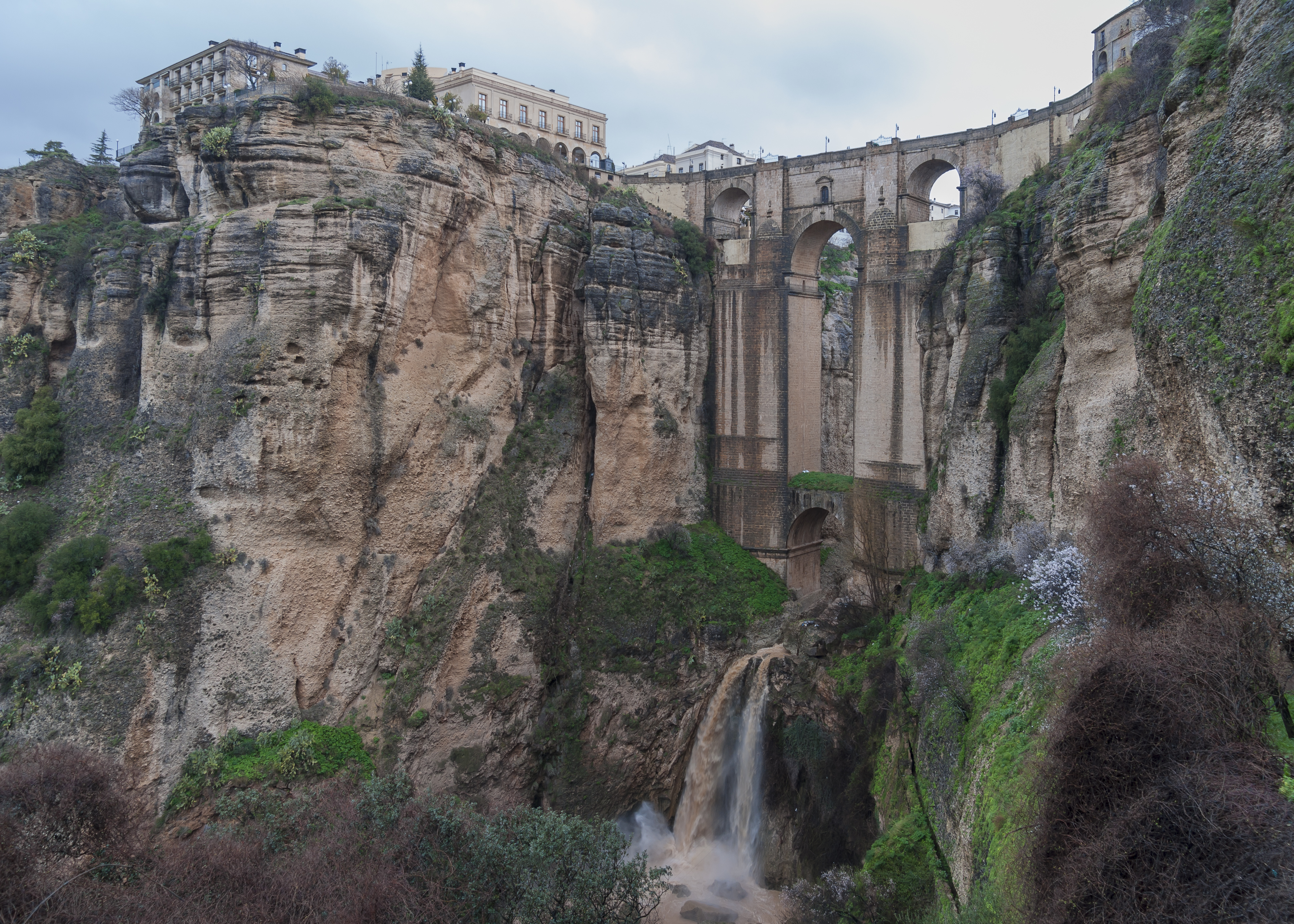
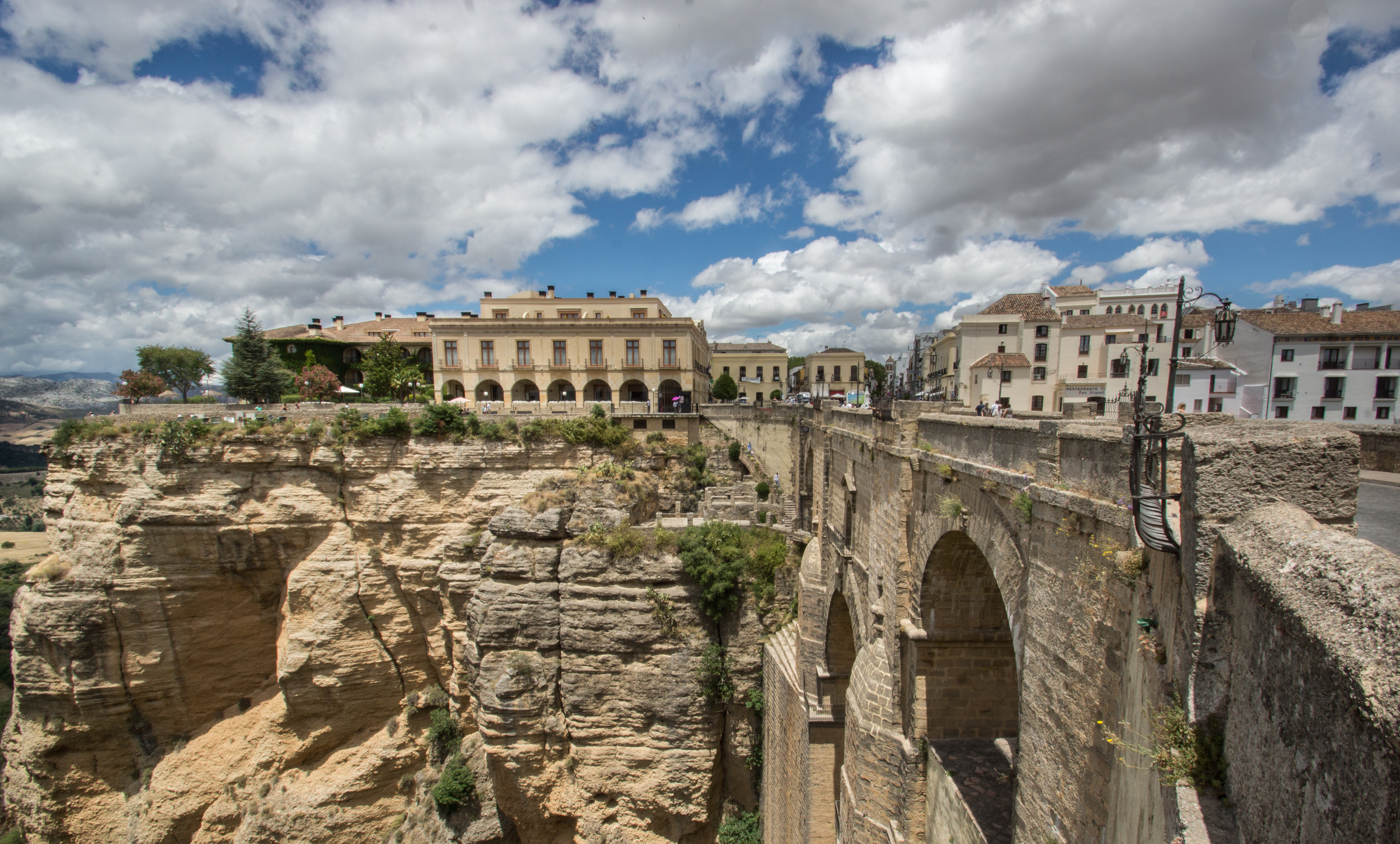
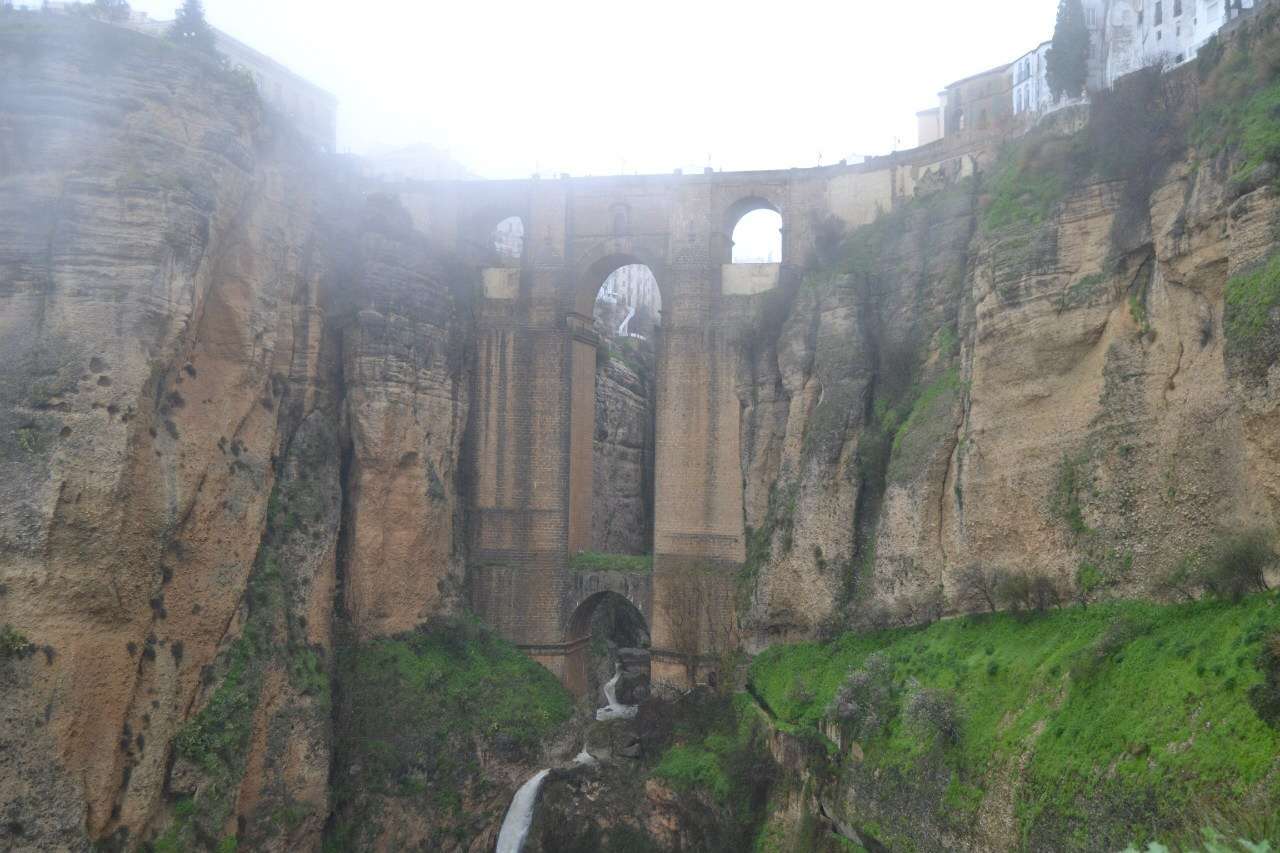
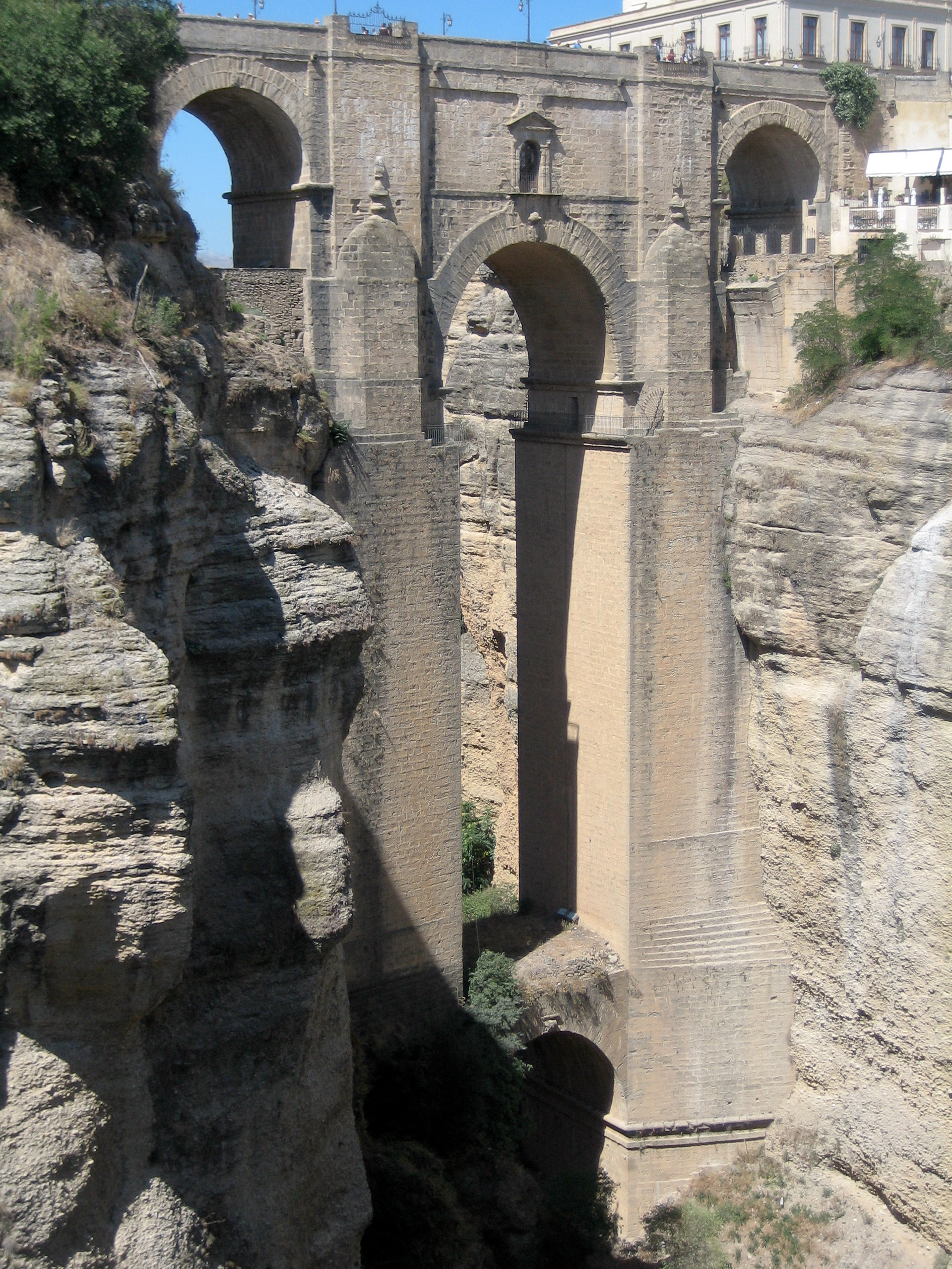

## Guerre civile
La légende raconte que les opposants au régime franquiste (ou au contraire les sympathisants franquistes) étaient jetés vivant du haut du pont. L'écrivain Hemingway se serait inspiré de cette histoire pour son livre Pour qui sonne le glas, dans lequel des prisonniers sont jetés vivant d'une falaise[réf. nécessaire].